# Ancienne synagogue de Clermont-Ferrand
La synagogue Beit Yacov de Clermont-Ferrand est une ancienne synagogue de France située 20 rue des Quatre-Passeports, dans le quartier de Fontgiève. Elle est un témoignage de la présence juive en Auvergne. Elle est construite en 1862 par l'architecte François-Louis Jarrier. 
Elle est actuellement utilisée comme un espace muséographique qui se veut culturel et pédagogique sur l'histoire des juifs clermontois et du judaïsme dans cette ville, et plus largement en Auvergne. L'édifice est inscrit au titre des monuments historiques.
La synagogue actuelle de Clermont-Ferrand, dépendante du Consistoire régional de Lyon est située au 6 rue Blatin.    

## Présentation
Un siècle et demi d’histoire est rattaché à ce lieu unique de Clermont-Ferrand, inscrit à l’inventaire supplémentaire des monuments historiques en 2006.
Inaugurée une première fois en 1862, la synagogue ferme en 1963 car le bâtiment nécessitait de gros travaux de rénovation. Lieu de mémoire de la présence juive en Auvergne, la synagogue est rachetée en 1990.
Le nom de Beit Yacov est donné lors de la restauration à cette ancienne synagogue en référence au père du donateur Edmond Safra.

## Centre culturel
La synagogue restaurée, réinaugurée en tant que Centre culturel Jules Isaac fonctionnant sous l'égide du Mémorial de la Shoah le 1er décembre 2013 est désormais devenue un espace culturel et pédagogique dédié à la mémoire des Auvergnats, Justes parmi les Nations, à la préservation de la culture juive, de la mémoire et leur transmission aux jeunes générations,.

### Ouvrages
- Dominique Jarrassé, Les juifs de Clermont : une histoire fragmentée, Presses universitaires Blaise-Pascal, Clermont-Ferrand 2000..
- www.editionstamar.com